# 哈爾濱街
哈爾濱街（Ha-erbin St.）為高雄市三民區的南北向道路，起端為安寧街，末端為同盟二路，是後驛商圈的主要道路之一。

## 行經行政區域
- 三民區

## 沿線設施
（由南至北）
- 後驛商圈
- 精華公園
- 天主教聖道明堂
- 高雄市政府警察局三民第一分局哈爾濱街派出所
- 中華電信十全服務中心
- 三民區公所[1]
  - 高雄市政府地政局三民地政事務所
  - 高雄市政府環境保護局三民西區清潔隊
- 7-ELEVEN興安邦門市

## 公車資訊
- 南台灣客運
  - 紅28 客家文物館－汾陽路口（經十全路）（部分班次延駛至察哈爾街口）

## 公共自行車
- 高雄市公共自行車租賃系統：
  - 三民區公所：哈爾濱街/察哈爾二街(西南側)
  - 遼寧哈爾濱街口：遼寧二街/哈爾濱街口西側
  - 精華公園：錦州街/哈爾濱街口

## 相關連結
- 高雄市主要道路列表